# Dolmen von Klastorp

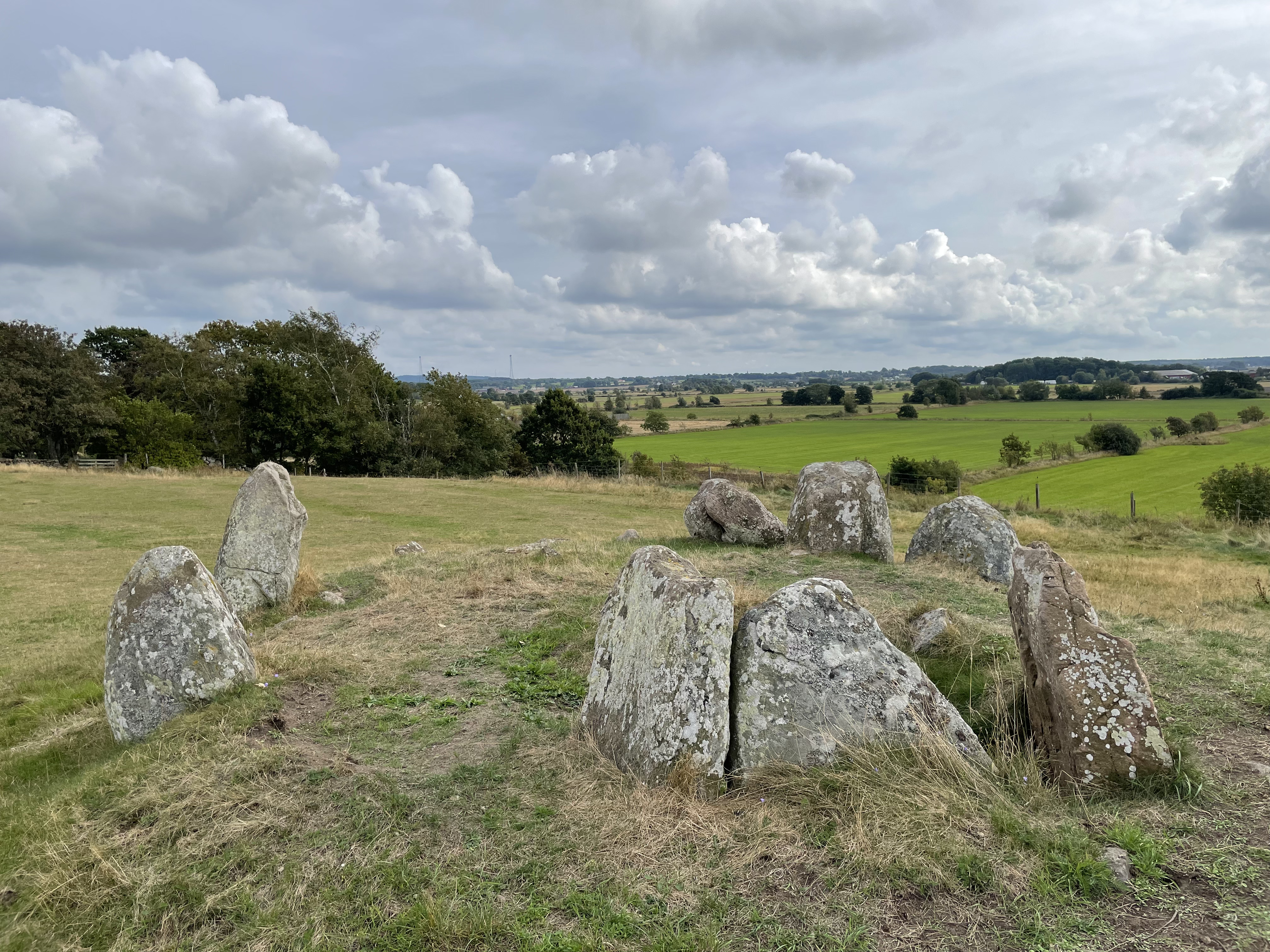
Dolmen von Klastorp

Die beiden Dolmen von Klastorp (schwedisch Klastorps dösar) liegen etwa 1000 Meter voneinander entfernt in Klastorp. Klastorp liegt sieben Kilometer südlich von Varberg und ist ein Dorf in der Provinz Halland in Schweden. 
In dem küstennahen Dorf liegen zwei der lediglich sieben erhaltenen Megalithanlagen (schwedisch Dösen bzw. schwedisch Ganggrifter) Hallands, die in der Jungsteinzeit (3500–2800 v. Chr.) von den Trägern der Trichterbecherkultur (TBK) errichtet wurden. 
Der westliche (Lage) ist ein Langdolmen (schwedisch långdös) Klastrorpdösen genannt, in einem 13 mal 4,5 Meter großen Hünenbett. Mittig liegt eine rechteckige Kammer von 2,0 mal 1,3 Meter, von der drei Tragsteine erhalten sind. 
Der östliche (Lage), die Stenstugan (Steinhütte) (auch Blotabordet (Opfertisch) oder Östra Klastorpsdösen genannt) ist ein Runddolmen (schwedisch runddös) in einem Hügel. Er ist eingetieft, und von der Kammer ist nur der drei Meter lange und 1,6 Meter breite Deckstein gut sichtbar, der Felsritzungen zeigt. 

Dolmen von Klastorp
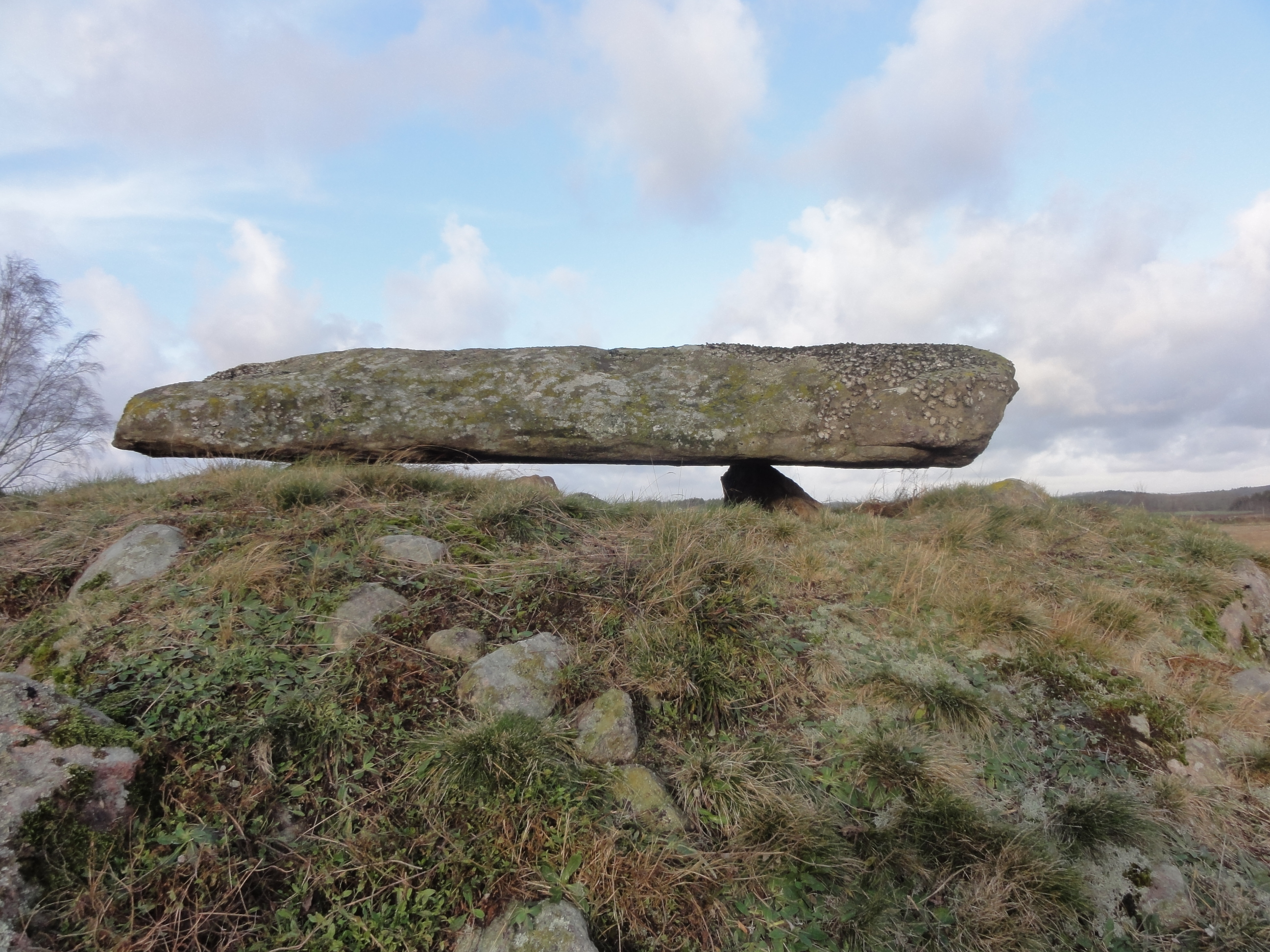
Deckstein des östlichen Dolmens
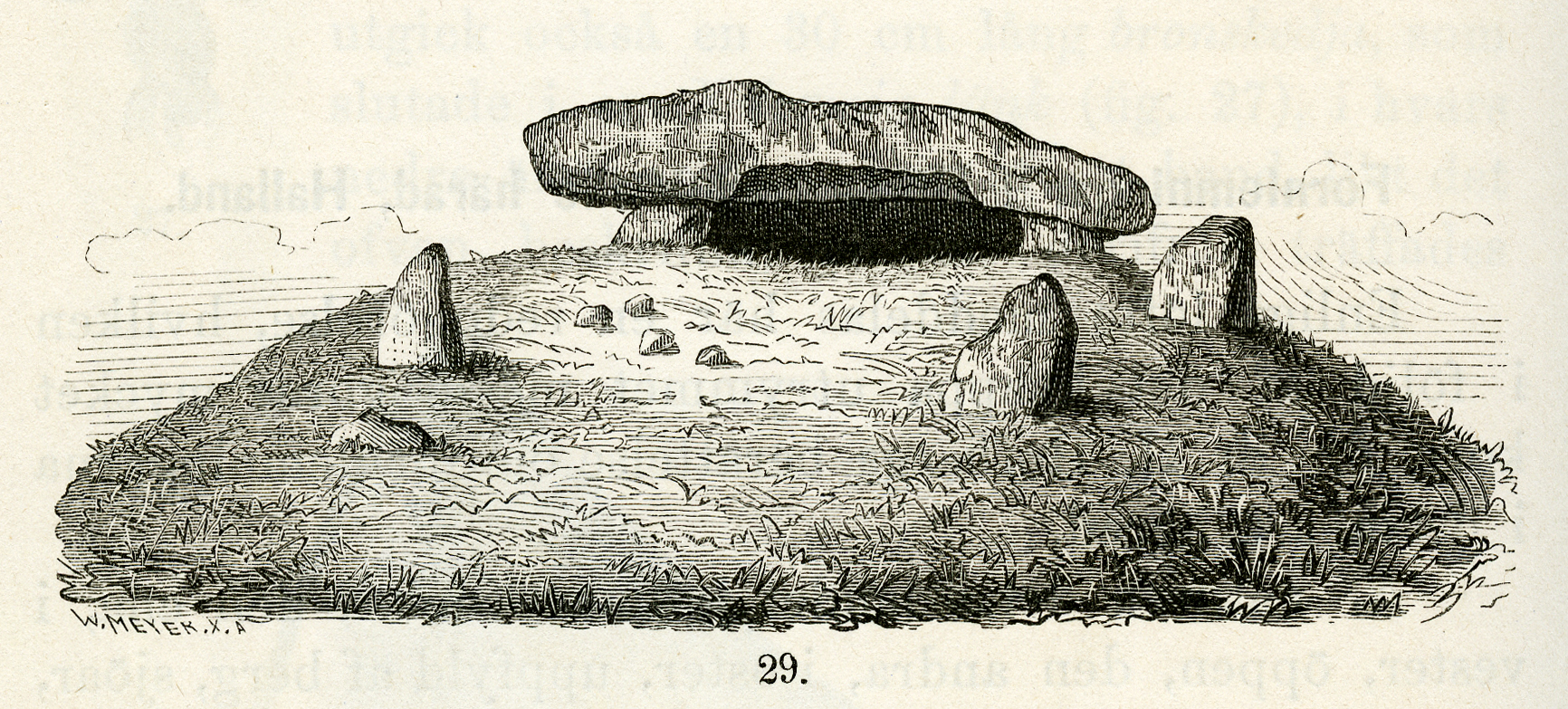
Östlicher Dolmen in einem alten Stich
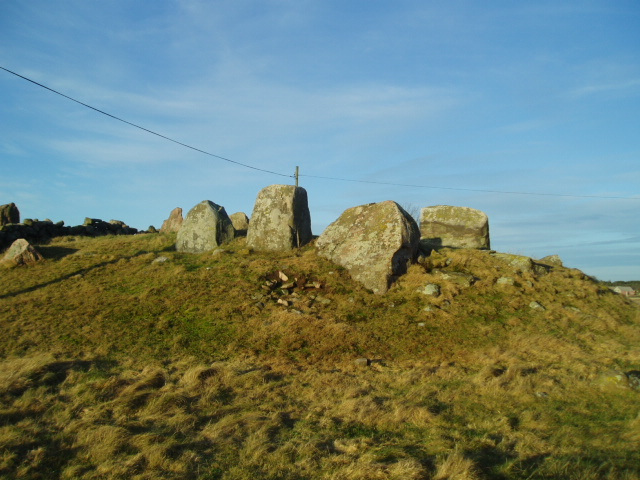
Westlicher Dolmen
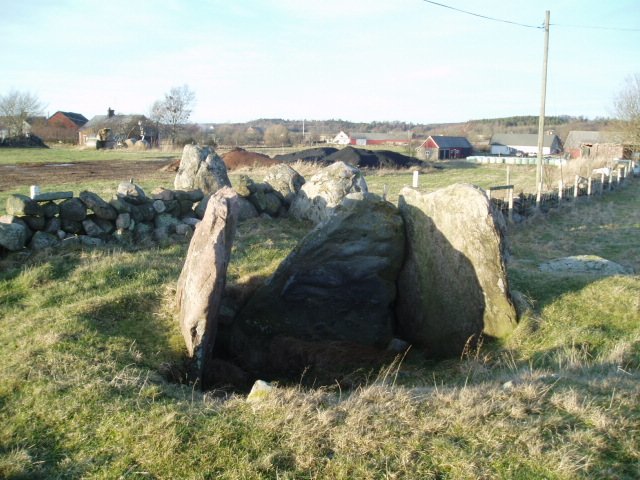
Westlicher Dolmen

Im Dorf befinden sich auch vier Rösen und eine Steinsetzung.